# Mortroux (Dalhem)
Pour l’article homonyme, voir Mortroux.
 (juin 2020).
Si vous disposez d'ouvrages ou d'articles de référence ou si vous connaissez des sites web de qualité traitant du thème abordé ici, merci de compléter l'article en donnant les références utiles à sa vérifiabilité et en les liant à la section « Notes et références ».
Mortroux (en wallon Mwètroû) est une section de la commune belge de Dalhem située en Région wallonne dans la province de Liège.
C'était une commune à part entière avant la fusion des communes de 1977.
Les habitants de Mortroux s'appellent les Mortrousiens et les Mortrousiennes.
Le village est situé au confluent de la Berwinne et du ruisseau d'Asse. Il comporte une église, un manège et un monument aux morts des deux guerres mondiales.

## Démographie
- Sources : INS, Rem. : 1831 jusqu'en 1970 = recensements, 1976 = nombre d'habitants au 31 décembre.

## Blason
Le blason de Mortroux est d'azur au torse de sainte Lucie d'or.

## Patrimoine architectural

### Culture
Chaque année, il y a la fête à Mortroux. Elle se déroule le premier week-end de septembre. Une grande brocante, s'étendant sur une longue distance, a lieu le dimanche de la fête. La jeunesse de ce village s'appelle les groupirs et elle a eu 30 ans en septembre 2009.

#### Histoire
- Comté de Dalhem
- Duché de Limbourg

#### Géographie
- Pays de Herve
- Entre-Vesdre-et-Meuse